# Donald Johnson
Don Johnson är en tennisspelare från USA, som vunnit dubbeln i Wimbledon. Han är född 9 september 1968 i Bethlehem, Pennsylvania.